# Luis Rivas Amat
Luis Rivas Amat va ser un militar espanyol que va intervenir en la Guerra Civil Espanyola.
Militar procedent de milícies, va aconseguir el rang de major de milícies i va passar a manar un batalló de la 1a Brigada Mixta. Al juny de 1937 va assumir el comandament de la recentment creada 100a Brigada Mixta, el nucli de la qual va ser el batalló manat per Rivas Amat. Al capdavant d'aquesta unitat participaria en diverses batalles importants. Al començament de la batalla de Brunete Rivas va destacar al capdavant de la seva brigada, la qual —actuant com a avantguarda de la 11a Divisió— va prendre Brunete poc després d'iniciar-se la batalla. L'agost de 1938, en plena batalla de l'Ebre, va assumir el comandament de la XII Brigada Internacional. El 23 de setembre va assumir breument el comandament de la 45a Divisió, en substitució de l'alemany Hans Kahle. Després de ser ferit i cedir el comandament de la divisió poc després, va seguir al capdavant de la XII Brigada.